# Euforia (catch)
Pour les articles homonymes, voir Euforia.
Euforia, né le 5 décembre 1974, est un catcheur mexicain professionnel, actuellement sous contrat avec la Consejo Mundial de Lucha Libre.

## Carrière

### Consejo Mundial de Luncha Libre

#### Los Guerreros Laguneros (2012–2021)
Le 6 Juillet 2012, il est nommé comme nouveau membre du groupe Los Guerreros del Infierno  de Último Guerrero. En janvier 2013, il fait ses débuts au Japon pour prendre part à la tournée Fantastica Mania 2013,co-promu par la CMLL et la New Japan Pro Wrestling à Tokyo. Le 18 janvier, lui et Okumura perdent contre Tama Tonga et Titán. Le lendemain, il perd contre Atlantis. Le 20 janvier, lui, Kazuchika Okada et Mephisto perdent contre Atlantis, Hiroshi Tanahashi et Prince Devitt.
Le 28 mars 2014, il remporte son premier titre, quand lui, Niebla Roja et Último Guerrero battent Los Estetas del Aire (Máscara Dorada, Místico et Valiente) pour remporter les CMLL World Trios Championship. Le 13 février 2015, ils perdent les titres contre Sky Team (Místico, Valiente et Volador Jr.).
Le 6 juin 2017, il perd contre Marco Corleone dans un Cibernetico Match qui comprenaient également Dragón Rojo Jr., El Terrible, Gran Guerrero, Kraneo, Mr. Niebla, Pierroth, Rey Bucanero et Rush et ne remporte pas le CMLL World Heavyweight Championship.
Lors de CMLL 85th Anniversary Show, ils perdent les titres contre The Cl4n (Ciber the Main Man, The Chris et Sharlie Rockstar). Le 28 septembre, ils battent The Cl4n et remportent les CMLL World Trios Championship pour la deuxième fois.

#### Retour avec Los Nuevos Infernales (2021–...)
Lors de Aniversario 88, il rejoint Los Nuevos Infernales aux côtés d'El Satánico, Mephisto et Hechicero après la victoire de ce dernier contre Último Guerrero pour le CMLL World Heavyweight Championship.

## Palmarès
- Consejo Mundial de Lucha Libre

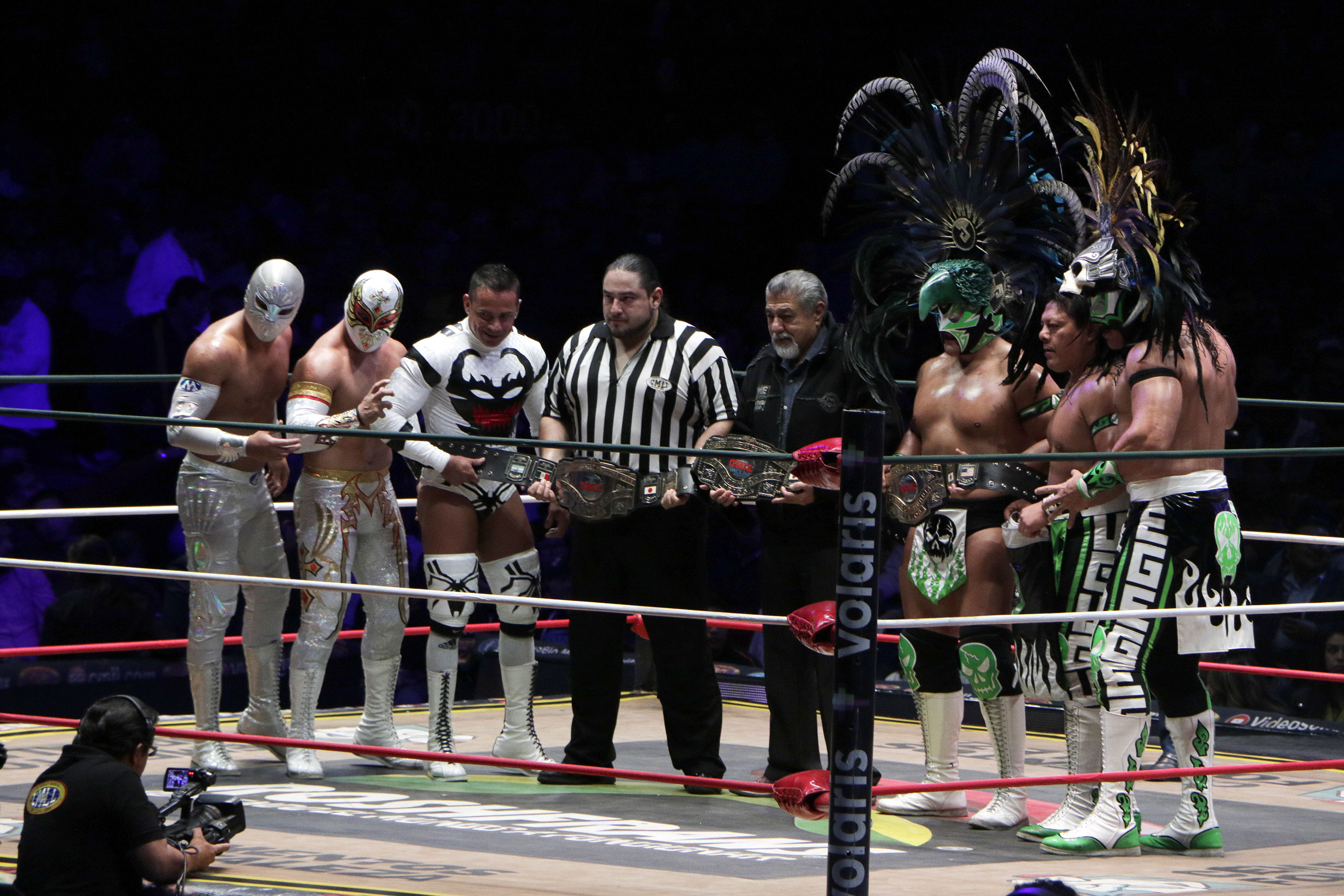
Champions Los Guerreros Lagunero (à droite) et les challengers Carístico, Místico et Volador Jr. (à gauche) avant un match en Novembre 2018.

  - 1 fois CMLL World Tag Team Championship avec Gran Guerrero[11]
  - 3 fois CMLL World Trios Championship avec Niebla Roja et Último Guerrero (1) et Gran Guerrero et Último Guerrero (2)
  - CMLL Torneo Gran Alternativa (2012) avec El Terrible
  - CMLL Torneo Nacional de Parejas Increibles (2014) avec Atlantis

## Récompenses des magazines
- Pro Wrestling Illustrated

| Année | 2016 | 2017 à 2018 | 2019 | 2020 | 2021 | 2022 |
| ----- | ---- | ----------- | ---- | ---- | ---- | ---- |
| Rang  | 282  | Non classé  | 385  | 309  | 161  | 122  |